# Tetraleucus
Tetraleucus is een geslacht van kevers uit de familie van de loopkevers (Carabidae). De wetenschappelijke naam van het geslacht is voor het eerst geldig gepubliceerd in 1920 door Casey.

## Soorten
Het geslacht Tetraleucus is monotypisch en omvat slechts de volgende soort:
- Tetraleucus picticornis (Newman, 1844)